# 日本武道館 -2011年4月24日 ROCK&SOUL 2010-2011 TOUR FINAL-
『日本武道館 -2011年4月24日 ROCK&SOUL 2010-2011 TOUR FINAL-』（にっぽんぶどうかん・にせんじゅういちねん・しがつにじゅうよっか・ロック・アンド・ソウル・ニセンジュウ・カラ・ニセンジュウイチ・ツアー・ファイナル）は、清木場俊介の映像作品である。2011年7月27日発売。

## 概要
“ROCK & SOUL〜三種の神器〜”その参。にあたる作品。
5thアルバム『ROCK&SOUL』を引っ提げたツアー「清木場俊介 ROCK & SOUL 2010-2011」より、2011年4月24日の日本武道館公演をライブを収録している。
特典映像として、2011年1月に日本テレビで放送した音楽ドキュメンタリー番組『Culture Journal』を特別編集したボーナス映像「ROAD TO ROCK&SOUL 2010-2011」が収録されている。

## 収録曲

### DISC-ROCK
1. 魔法の言葉
2. FLASHBACK
3. 風に唄えば…
4. 君を探してる
5. 夜に消えても…。
6. 永遠
7. プロポーズ
8. キミが居なければ
9. エール
10. JET
11. 愛NEED YOUR LOVE
12. 俺だけのハイウェイ
13. GO! WAY!
14. 僕らの絆 〜仲間への手紙〜
15. 終わりなき旅路の中で…

### DISC-SOUL
-encore-
1. さよなら愛しい人よ…
2. 忘れないで
3. 今。
4. かっぱぎロックンロール

-特典映像-
- ROAD TO ROCK&SOUL 2010-2011